# 歡樂滿人間 (電影)
《歡樂滿人間》是一部1964年的美國歌舞奇幻電影，由羅伯·史蒂文遜執導，華特·迪士尼監製。比爾·沃爾什和Don DaGradi寫劇本，改編自作家P·L·卓華斯的小說系列《瑪麗·包萍》，是迪士尼至今奧斯卡獎提名最多、得獎最多的電影（13項提名、5項得獎）。主演為茱莉·安德絲，她飾演Mary Poppins，而狄雲戴、大衛·湯姆林森和葛萊妮絲·強斯飾演配角。此片如今已被改編成為多齣電影及舞台音樂劇，另外2013年的電影《大夢想家》亦有部分篇幅描繪籌製本片的過程。本片被視為女主角茱莉的成名作之一，也常於女權運動、家庭教育、情緒調適控管等議題中被提出討論。

## 劇情
在倫敦的一個家庭，有一個保姆被兩孩子Jane珍及Michael麥克氣走。Mr. Banks班克斯先生是一名強調準時與標準的銀行職員，而太太專注於女權運動。專注於事業的兩個人顧不了這兩個孩子，卻完全不知道這對姐弟並不是普通的保母能夠招架的了。
主角Mary Poppins是一位仙女褓母，她來到了人間幫助Banks家的兩位孩子重拾歡樂，教導他們如何克服生活的困難，透過對不同解讀的角度，最終改變Mr. Banks對事物的看法，並且讓終日汲汲於銀行業務與女權運動的Banks夫婦體認到親子溫情的可貴，兩個孩子也重新感受到了親情和友情。

## 演員
| 演員            | 角色                 | 簡介                                                                   |
| --------------- | -------------------- | ---------------------------------------------------------------------- |
| 茱莉·安德絲     | Mary Poppins         | 故事中的主角，為一仙女保姆，精通魔法，也有与動物溝通的能力             |
| 狄雲戴          | Bert / Mr. Dawes Sr. | Mary Poppins的朋友，早上畫畫賣火柴，晚上即打掃煙囪                     |
| 大衛·湯姆林森   | George Banks         | 银行家，因太過重視工作而忽略了對孩子的愛                               |
| 格莉妮絲·約翰斯 | Winifred Banks       | George Banks之妻，為女權主義者，經常參與女權活動，主張女性可擁有投票權 |
| 凱倫·杜特翠斯   | Jane Banks           | George Banks及Winifred Banks的女兒，Michael的姐姐。                    |
| 馬修·賈博       | Michael Banks        | George Banks及Winifred Banks的兒子，Jane的弟弟。                       |
| Reginald Owen   | Admiral Boom         | Banks家的鄰居，為退役海軍軍官                                          |
| 唐·巴克禮       | Mr. Binnacle         | Admiral Boom的助手                                                     |
| 阿圖·特里亞克   | Constable Jones      | 警官                                                                   |
| 埃爾莎·蘭徹斯特 | Katie Nanna          | Mary Poppins出現之前的保姆，但脾氣很壞                                 |
| 瑪喬麗·本尼特   | Miss Lark            | Banks家的鄰居，為一任性小氣的女士                                      |
| Arthur Malet    | Mr. Dawes Jr.        | Mr. Dawes Sr.的兒子兼助手                                              |
| 埃德·温         | Uncle Albert         | Mary Poppins的親戚之一，為一快樂的男人                                 |
| 簡·達威爾       | Bird Woman           | 愛與小鳥玩的老人，曾經在歌曲"Feed The Birds"中出現過                   |

## 音樂
- "Sister Suffragette" - Mrs. Banks﹑Ellen﹑Mrs. Brill
- "The Perfect Nanny" - Jane﹑Michael
- "A Spoonful of Sugar" - Mary Poppins
- "Jolly Holiday" - Mary Poppins﹑Bert﹑Animated animals
- "Supercalifragilisticexpialidocious" - Mary Poppins﹑Bert〔此曲更成為此片的代表作〕
- "Stay Awake" - Mary Poppins
- "I Love to Laugh" - Mary Poppins﹑Bert﹑Uncle Albert
- "Feed the Birds" - Mary Poppins
- "Fidelity Fiduciary Bank" - Mr. Dawes Jr﹑Bankers
- "Chim Chim Cher-ee" - Bert﹑Jane﹑Michael﹑Mary Poppins
- "Step in Time" - Bert﹑Chimney Sweepers
- "Let's Go Fly a Kite" - Mr. Bank﹑Bert﹑Others

## 獎項
- 奧斯卡最佳女主角獎（朱莉·安德鲁斯）
- 奧斯卡最佳原著配樂獎
- 奧斯卡最佳歌曲獎 ("Chim Chim Cher-ee")
- 奧斯卡最佳剪輯獎
- 奧斯卡最佳視覺效果獎
- 奧斯卡最佳影片提名
- 奧斯卡最佳導演提名
- 奧斯卡最佳改編劇本提名
- 奧斯卡最佳彩色攝影提名
- 奧斯卡最佳藝術指導提名
- 奧斯卡最佳音效提名
- 奧斯卡最佳改編配樂提名
- 奧斯卡最佳服裝設計提名

## 評價
爛番茄根據55條評論，持有96%的新鮮度，平均得分8.4／10，觀眾投票獲得86%的分數，平均得分為4.2／5[。在Metacritic上，電影獲得了88分，「普遍正面好評」的評價。

## 軼事
電影中出現了曾一度被認為是最長的英文單字：supercalifragilisticexpialidocious（在2013年電影《大夢想家》譯為「超級卡利法力斯帕里多斯」），意涵簡單的說就是「非常細膩的美好就像獲得救贖一樣」。並以此為歌，常用作並傳唱於迪士尼樂園巡遊和舞台音樂劇。

## 影音
華特迪士尼影業在2013年推行電影《大夢想家》時，順勢宣布推出歡樂滿人間的藍光光碟影音版本，以紀念這部電影上映第50周年。

## 續集
2015年9月14日，迪士尼宣布將製作新《歡樂滿人間》的電影。2018年5月，迪士尼公布電影命名為《歡樂滿人間2》（Mary Poppins Returns）。